# Sympterygia acuta
Sympterygia acuta es una especie de pez de la familia de los Arhynchobatidae  en el orden de los Rajiformes.

## Morfología
Los machos pueden llegar a alcanzar los 150 cm de longitud total.

## Reproducción
Es ovíparo y las hembras ponen huevos envueltos en una cápsula córnea.

## Hábitat
Es un pez de mar y Clima subtropical (20 ° S-40 ° S, 60 ° W-40 ° W) y demersal que vive entre 10 a 188 m de profundidad. 

## Distribución geográfica
Se encuentra en el Océano Atlántico suroccidental: desde Río de Janeiro (el Brasil) hasta el Río de la Plata (en Argentina ).

## Observaciones
Es inofensivo para los humanos. 